# Balbriggan
Balbriggan (iriska: Baile Brigín) är en ort i republiken Irland.   Den ligger i provinsen Leinster, i den nordöstra delen av landet, 30 km norr om huvudstaden Dublin. Balbriggan ligger 1 meter över havet och antalet invånare är 23 364.
Terrängen runt Balbriggan är platt. Havet är nära Balbriggan åt nordost.Runt Balbriggan är det ganska tätbefolkat, med 248 invånare per kvadratkilometer. Närmaste större samhälle är Swords, 17,2 km söder om Balbriggan. Trakten runt Balbriggan består i huvudsak av gräsmarker.